# Переславский дендрологический сад имени С. Ф. Харитонова
Дендрологический сад имени Сергея Фёдоровича Харитонова — дендрологический парк в Ярославской области. С 1998 года входит в состав национального парка «Плещеево озеро».
Сад заложен в 1952 году в городе Переславле по инициативе лесничего, заслуженного лесовода России Сергея Фёдоровича Харитонова. С 1962 году площадь дендрологических посадок расширилась до 20 га.
Важным событием в жизни и деятельности дендросада того периода было его признание как опорного пункта по селекции и интродукции растений в Ярославской области и регистрация в Международном каталоге ботанических садов в г. Праге Карловским университетом.
В 1977 году для проведения более масштабных работ в области интродукции растений площадь дендросада увеличилась до 47 га.
В 1978 году начались большие работы по освоению новой территории на площади в 25 га. Предстояло, согласно генеральному плану реконструкции и расширения дендросада, подготовленному проектным институтом Союзгипролесхоз, осуществить новое строительство при участии специалистов ГБС РАН, ВНИИЛМ и ВИЛАР.
С 1992 года входит в состав Совета ботанических садов России.
К 2008 году площадь дендросада составила 58 гектаров.

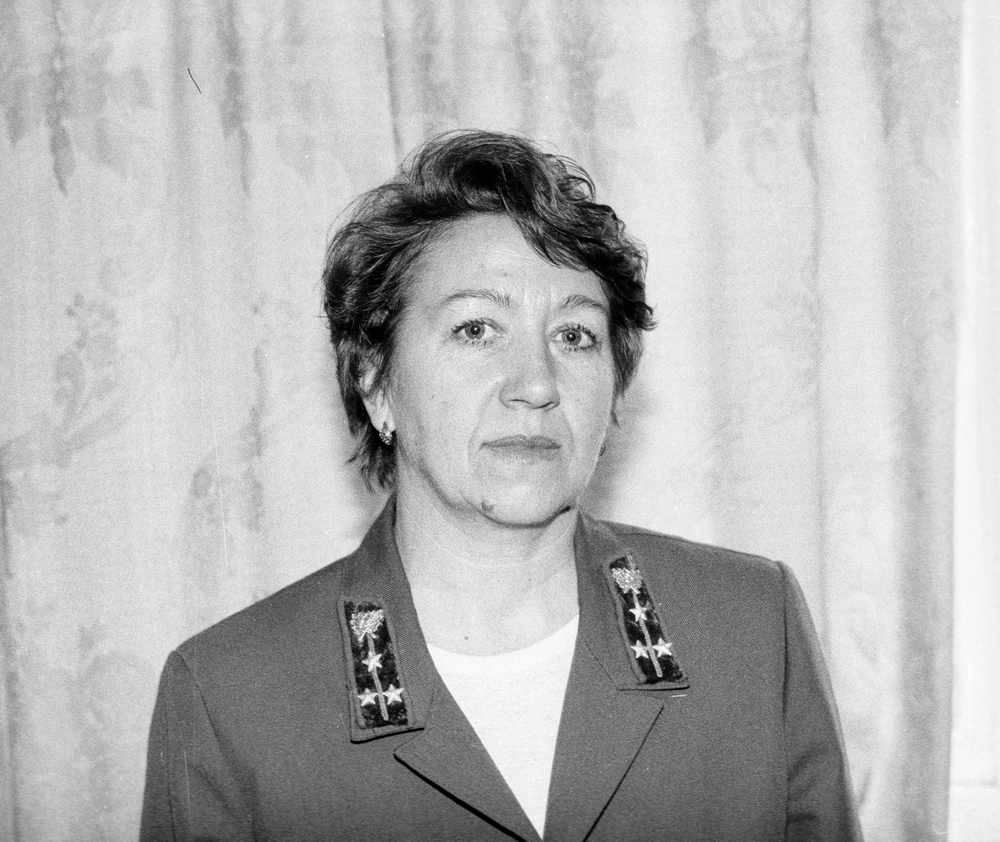
Любовь Ивановна Телегина руководила дендросадом до 2007 года